# Имеряков, Вячеслав Николаевич
Вячеслав Николаевич Имеряков — военнослужащий Вооружённых Сил Российской Федерации, участник антитеррористических операций в период Второй чеченской войны, погиб при исполнении служебных обязанностей, кавалер ордена Мужества (посмертно).

## Биография
Вячеслав Николаевич Имеряков родился 17 сентября 1979 года в селе Старый Тештелим Ельниковского района Мордовской Автономной Советской Социалистической Республики. В детском возрасте вместе с родителями переехал в село Большая Елховка Лямбирского района той же республики. После окончания Большеелховской средней школы учился в профессионально-техническом училище № 30, получил специальность сварщика.
В 1999 году Имеряков был призван на службу в Вооружённые Силы Российской Федерации, служил в частях, дислоцированных сначала в Ростове-на-Дону, затем в Волгограде.
С началом Второй чеченской войны Имеряков вместе со своим подразделением был направлен в зону контртеррористической операции на Северном Кавказе. Принимал активное участие в боевых действиях против незаконных вооружённых формирований сепаратистов, будучи бойцом гранатомётного взвода. 21 января 2000 года в ходе штурма столицы Чеченской Республики — города Грозного — Имеряков был застрелен вражеским снайпером.
Указом Президента Российской Федерации рядовой Вячеслав Николаевич Имеряков посмертно был удостоен ордена Мужества.

## Память
- В честь Имерякова названа улица в селе Большая Елховка Лямбирского района Мордовии[3].
- Мемориальная доска установлена в Большой Елховке[2].
- В память об Имерякове регулярно проводятся памятные мероприятия. В школе открыта его именная парта, право сидеть за которой предоставляется лучшим ученикам[4].